# Bourgheim
Bourgheim település Franciaországban, Bas-Rhin megyében. Lakosainak száma 643 fő (2022. január 1.). Bourgheim Gertwiller, Goxwiller, Heiligenstein, Valff és Zellwiller községekkel határos. A Kirneck folyó mentén fekszik. Szomszédos települések: északon Goxwiller, keleten Valff, délen Zellwiller, délnyugaton Gertwiller, nyugaton Heiligenstein.

## Népesség
A település népességének változása:
| Lakosok száma | 561  | 592  | 626  | 640  | 644  | 631  | 628  | 635  | 643  |
|               | 2013 | 2015 | 2016 | 2017 | 2018 | 2019 | 2020 | 2021 | 2022 |